# Kościół Chrześcijański w Duchu Prawdy i Pokoju
Kościół Chrześcijański w Duchu Prawdy i Pokoju – Kościół chrześcijański prawnie działający na terenie Polski. Od 1991 roku wydaje pismo chrześcijańskie pt. „Duch Prawdy i Pokoju”, w którym są zamieszczane artykuły z życia Kościoła i wykładnie tekstów biblijnych. Liderem Kościoła jest Antoni Adamczyk. Centrala Kościoła Chrześcijańskiego w Duchu Prawdy i Pokoju w Rybniku ul. Piasta 9/1.

## Historia i ustrój
W 1975 roku pod wpływem natchnienia zakonnika bonifratrów Antoniego Adamczyka, zawiązała się grupa wiernych, która rozpoczęła wnoszenie nabożnych modlitw o głębokie zrozumienie prawd objawionych przez Ducha Świętego w Piśmie Świętym i o zachowanie pokoju w kraju i na świecie. Od 21 stycznia 1991 roku Kościół Chrześcijański w Duchu Prawdy i Pokoju posiada osobowość prawną zgodnie z obowiązującymi przepisami jest wpisany do Rejestru Kościołów w dziale A pod numerem 56 prowadzonego przez Ministerstwo Spraw Wewnętrznych i Administracji.
W 2016 roku Kościół liczył 184 wiernych. Należeli oni do kościoła centralnego w Rybniku i dwóch kościołów lokalnych w Warszawie i Żyrardowie.
Kościół Chrześcijański w Duchu Prawdy i Pokoju jest kościołem pokoju, powołanym przez Boga Jahwe do uciszenia „burzy ludzkich serc” – w czasach ostatecznych. Wierni Kościoła nie wierzą w Trójcę Świętą, uznają za ważny wyłącznie chrzest przyjęty w wieku świadomym. Uznaje się, że Maria jest Matką Jezusa Chrystusa – Zbawiciela Świata a nie Matką Ojca Boga Jahwe (Matką Bożą). Wierni kultywują spowiedź ogólną tylko przed Bogiem Jahwe. Kalendarz liturgiczny Kościoła zakłada tylko czczenie następujących świąt: Pamiątki narodzin Jezusa Chrystusa, Pamiątki Zmartwychwstania Jezusa Chrystusa, Pamiątki Zesłania Ducha Świętego, ponadto świętuje się pierwszy dzień tygodnia – niedzielę.
W Kościele Chrześcijańskim w Duchu Prawdy i Pokoju występują następujące stopnie stanu duchownego:
- Kaznodzieja (kzn.);
- Diakon (dk.);
- Kapłan (kapł.);
- Starszy Kapłan (s.kapł.).

Każdy duchowny w Kościele ma prawo do ubierania i noszenia habitu koloru czarnego, zapinanego na 7 guzików (symbolizują dary Ducha Świętego) i przepasanego niebieską szarfą z frędzlami zwisającą po prawej stronie. Podczas Wieczerzy Pańskiej i innych nabożeństw duchowni używają również stroju uzupełniającego.

## Statystyki

### Dane według statystycznych ankiet wyznaniowych
| Rok  | Liczba wiernych | Liczba wspólnot | Liczba świątyń | Liczba duchownych |
| ---- | --------------- | --------------- | -------------- | ----------------- |
| 2000 | 152             | 4               | 4              | 13                |
| 2005 | 187             | 4               | 3              | 16                |
| 2006 | 173             | 3               | 1              | 14                |
| 2007 | 189             | 3               | 1              | 17                |
| 2008 | 193             | 3               | 1              | 18                |
| 2009 | 188             | 3               | 1              | 16                |
| 2010 | 189             | 3               | 1              | 15                |
| 2011 | 190             | 3               | 1              | 14                |
| 2012 | 191             | 3               | 1              | 16                |
| 2013 | 193             | 3               | 1              | 14                |
| 2014 | 194             | 3               | 1              | 17                |
| 2015 | 196             | 3               | 1              | 15                |
| 2016 | 184             | 3               | 1              | 9                 |
| 2017 | 188             | 3               | 1              | 13                |
| 2018 | 177             | 3               | 1              | 11                |
| 2019 | 177             | 3               | 1              | 11                |
| 2020 | 172             | 3               | 1              | 12                |
| 2021 | 168             | 3               | 1              | 10                |
| 2022 | 162             | 2               |                | 12                |
| 2023 | 163             | 3               |                | 10                |

### Dane według wyników spisów powszechnych
| Spis powszechny               | Liczba deklaracji |
| ----------------------------- | ----------------- |
| Narodowy Spis Powszechny 2011 | 1–99              |
| Narodowy Spis Powszechny 2021 | 19                |